# Рудницкая, Надежда Кирилловна
Рудницкая Надежда Кирилловна (бел. Рудніцкая Надзея Кірылаўна; род. 25 августа 1918, д. Барбарово — 7 марта 1966) — Звеньевая колхоза имени Куйбышева Бобруйского района Бобруйской области Белорусской ССР. Герой Социалистического Труда (1949).

## Биография
Родилась в д. Барбарово Глусской волости Бобруйского уезда Минской губернии (ныне — в составе Глусского района Могилёвской области Беларуси). Из крестьянской семьи. Белоруска.
В 1930-х вступила в местную хозяйственную артель (колхоз) «Третий решающий».
После войны работала в Бобруйском районе, возглавляла звено по выращиванию зерновых в колхозе имени XXII съезда КПСС.
Указом Президиума Верховного Совета СССР от 28 марта 1949 года за получение высоких урожаев ржи, волокна и семян льна-долгунца при выполнении колхозами обязательных поставок и контрактации по всем видам сельскохозяйственной продукции Рудницкой Н. К. присвоено звание Героя Социалистического Труда с вручением Ордена Ленина и золотой медали «Серп и Молот».
В 1950 году колхоз имени Куйбышева был упразднён, после чего Н. К. Рудницкая перешла на работу полеводом в укрупнённый колхоз имени Сталина в деревне Затишье Каменского сельсовета Бобруйского района (в 1954 году центральная усадьба была переведена в город Бобруйск; с 1962 года — колхоз имени XXII съезда КПСС). В 1951 году вступила в ВКП(б)/ КПСС.
С 1954 года жила в Бобруйске Могилёвской области.
Умерла 7 марта 1966 года.

## Награды и звания
Награждена Орденом Ленина, медалями.

## Память
- Памятный знак в честь Н. К. Рудницкой на Аллее Славы в Глуске.